# كارديا (ثيسالونيكي)
كارديا (Καρδιά) هي مدينة في ثيسالونيكي في مقاطعة فوريا إلادا في اليونان.
يبلغ عدد سكانها حوالي 2098 نسمة.